# コケッコーさんシリーズ
コケッコーさんシリーズはかろくこうぼうの絵本のシリーズ。
子供を多く持つ母親のコケッコーさんを主人公にした絵本シリーズ。
シリーズ累計20万部の売り上げを記録。

## 作品一覧
- コケッコーさんはこだくさん（2007年1月[1]）
- コケッコーさんところりんたまご（2007年2月[1]）
- コケッコーさんとはらぺこひよこ（2007年2月[1]）
- コケッコーさんとおたすけひよこ（2008年4月[1]）
- コケッコーさんとなつやすみ（2009年7月[1]）
- コケッコーさんとさんりんしゃ（2010年4月[1]）
- コケッコーさんとおみせやさんごっこ（2012年10月[1]）
- コケッコーさんとおもてなし（2014年7月24日[1]）

## アニメ
本作は、二度にわたってアニメ化されており、最初のアニメ化作品である『コケッコーさん』は、ジェンコとG&G Entertainmentによる日韓合作アニメとして放送された。
二回目のアニメ化作品である『おはよう ! コケッコーさん』は、『きんだーてれび』内にて放送された。

### おはよう! コケッコーさん
2016年10月2日から2017年9月17日（全50話）『きんだーてれび』内で放送されたアニメ作品である。声優は前作でのコケッコーさん役の三石を除いて総入れ替えされた。

#### キャスト
- コケッコーさん - 三石琴乃[5]
- お父さん、ピーヤ - 江越彬紀[5]
- ピーヒ - 本橋大輔[5]
- ピーフ、ピーヨ - 真野あゆみ[5]
- ピーナ、ピーク - ざいきりか[5]
- ピーム、ピート - 高橋渉[5]
- ピーミ、ピーツ - イノサコイノコ[5]

#### スタッフ
- 原作 - コケッコーさんシリーズ かろくこうぼう フレーベル館刊[5]
- 監督 - 猪原英史[5]
- シナリオ - 大久保智康[5]、山田健一[5]
- 音楽 - 石井美夏[5]
- 音響監督 - 立石弥生[5]
- アニメーション制作 - トムス・エンタテインメント[5]、トクシス[5]